# Saint-Appolinard (Loire)
Pour les articles homonymes, voir Saint-Appolinard.
Saint-Appolinard est une commune française située dans le département de la Loire en région Auvergne-Rhône-Alpes.
Sise sur les flancs du mont Pilat, la localité est limitrophe du département de l'Ardèche, dont elle est séparée par un ruisseau. Son activité économique est essentiellement tournée vers l'agriculture, après avoir pratiqué pendant longtemps l'élevage du ver à soie. Ses habitants sont appelés les Saint-Appolinaires.

## Géographie

### Localisation
Saint-Appolinard est située dans le département de la Loire, au sein du parc naturel régional du Pilat. Jacques Perreton situe la commune en ces mots : « presque ardéchoise, mais totalement forézienne, c'est la plus méridionale des communes du plateau pélussinois ».

### Topographie, géologie et relief
La localité est située au pied du mont Pilat, qui culmine à 1 432 m d'altitude. Elle couvre une superficie de 984 hectares, pour une altitude allant de 430 à 1 000 m.
Le territoire communal est marqué par la forte concentration, à hauteur du bourg, de granite muscovite, dans un espace en majorité constitué de granite à biotite hétérogène ; à noter également la présence d'amas de roches microgrenues, rares dans la région.

### Hydrographie
Le territoire de la commune est traversé au sud par un ruisseau, le Pontin, qui fait office de frontière avec le département de l'Ardèche.

### Voies de communication et transports
La commune est desservie par la route départementale D 503, anciennement route nationale.

## Toponymie
Le nom de Saint-Appolinard vient de saint Apollinaire, un évêque mort en martyr à Ravenne au IIe siècle.
Le cartulaire de Saint-Sauveur-en-Rue mentionne en l'an 1080 la paroisse de Sancti Appollinaris. Le nom évolue ensuite au fil du temps : Sancto Appolinare en 1090, Sant Appolenar en 1173, Sancto Appolinario en 1267, Sancti Appolinard en 1410 et enfin Saint Appolinard en 1678. La carte de Cassini évoque au XVIIIe siècle le village de Saint Appollinard.
Les habitants de la commune se nomment les Saint-Appolinaires.

## Histoire

### De l'Antiquité à l'Ancien Régime
À l'époque gallo-romaine, le territoire de l'actuelle commune est traversé par une voie, ce qui laisse supposer une activité économique assez prospère. Des vestiges de cette période ont d'ailleurs été retrouvés à l'occasion de fouilles. En 1090, Gui de Bourgogne, archevêque de Vienne, fait don au prieuré de Saint-Sauveur-en-Rue d'une chapelle dédiée à saint Apollinaire. Le territoire est par la suite érigé en paroisse et prend le nom du saint.
L'histoire des premiers temps du village est mal connue. Selon Jules Éraud, « chose singulière, aucun écrit ancien ne fait mention de cette localité. On trouve tour à tour les noms des autres communes du canton, mais de Saint-Apolinar [sic] rien n'est indiqué, si ce n'est qu'on le retrouve comme faisant partie de la seigneurie ou de la baronnie de Maclas ». D'abord placé sous l'autorité de la seigneurie de Malleval en 1336, Saint-Appolinard intègre en effet la baronnie de Maclas en 1632. Le XVe siècle est marqué à l'échelle locale par l'introduction de l'élevage du ver à soie. Sur le plan religieux, la commune dépend de l'archiprêtré de Bourg-Argental, à la différence de la plupart des autres villages qui appartiennent à l'archiprêtré de Condrieu. À la fin du XVIIe siècle, Saint-Appolinard est durement touchée par la grande famine de 1693-1694.

### Époque contemporaine

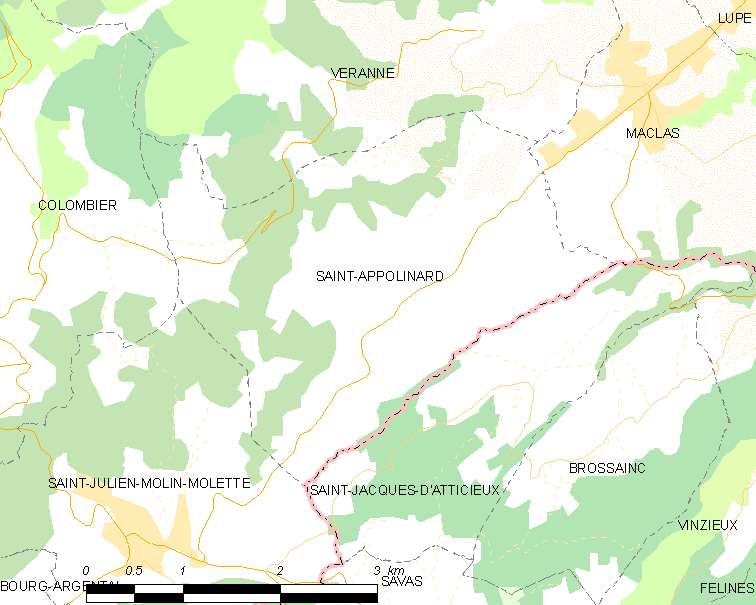
Carte de la commune.

Sous la Révolution française, la maison forte de Solencenas, fondée en 970 et implantée sur l'actuel lieu-dit Bazin, est détruite. En décembre 1790, le vicaire Rantonet et le curé Devaux de Saint-Appolinard sont considérés comme réfractaires à la Constitution civile du clergé ; ce dernier est remplacé par le curé Dauphin, qui a prêté le serment constitutionnel. Sur le plan économique, c'est sur le territoire de la commune que sont ouvertes, au XVIIIe siècle, une partie des mines de plomb du baron François de Blumenstein, actives jusqu'en 1831.
Vers 1850, Théodore Ogier décrit le village de la façon suivante : « dans une vallée assez bien cultivée, et placé sans ordre autour de son église, Saint-Appolinard ne présente rien de remarquable. Les maisons y sont de construction solide mais irrégulières dans leur forme et leur alignement […]. Les productions consistent en blés, légumes, céréales et fruits ». La sériciculture décline à partir des années 1860 en raison de maladies, ce qui pousse à une diversification des cultures.
La bâtiment abritant aujourd'hui la mairie est inauguré en 1898. Pendant la Première Guerre mondiale, 32 hommes de la commune sont tués au combat. La Seconde Guerre mondiale coûte quant à elle la vie à six habitants. La population du village entame alors une régression qui culmine dans les années 1970, avant de remonter jusqu'à aujourd'hui. Contrairement aux autres communes du canton, Saint-Appolinard continue de disposer pendant longtemps de son propre réseau d'eau et n'adhère que tardivement au parc naturel régional du Pilat.

## Politique et administration

### Tendances politiques et résultats
En 2017, la commune comptait 533 inscrits sur les listes électorales.
Lors du premier tour de l'élection présidentielle de 2017, Jean-Luc Mélenchon (La France insoumise) arrive en tête avec 23,56 % des votes exprimés. Il est suivi par Marine Le Pen (Front national) avec 22,44 % et Emmanuel Macron (En marche !) avec 20,89 %. Viennent ensuite François Fillon (Les Républicains) avec 18 %, Benoît Hamon (Parti socialiste) avec 5,56 %, Nicolas Dupont-Aignan (Debout la France) avec 4,89 %, Jean Lassalle (Résistons) avec 1,56 % et Philippe Poutou (Nouveau Parti anticapitaliste) avec 1,33 %. La participation au premier tour était de 84,43 % dont 2,25 % de bulletins blancs et nuls. Au second tour la participation est plus faible avec 69,61 % de votants dont 12,76 % de votes blancs ou nuls. Emmanuel Macron remporte 58,22 % des voix exprimées au second tour.
Lors du premier tour de l'élection présidentielle de 2012, Marine Le Pen (Front national) arrive en tête avec 23,65 % des votes exprimés. Elle est suivie par Nicolas Sarkozy (Union pour un mouvement populaire) avec 22,25 % et François Hollande (Parti socialiste) avec 19,44 %. Viennent ensuite Jean-Luc Mélenchon (Front de gauche) avec 12,88 %, François Bayrou (Mouvement démocrate) avec 10,30 %, Eva Joly (Europe Écologie Les Verts) avec 4,68 % et Nicolas Dupont-Aignan (Debout la France) avec 3,98 %. La participation au premier tour était de 85,63 % dont 1,57 % de bulletins blancs et nuls. Au second tour, François Hollande devance Nicolas Sarkozy avec 54,18 % des suffrages. La participation est de 84,45 % de votants dont 6,69 % de votes blancs ou nuls ; l'abstention est de 15,55 %.
Lors du premier tour de l'élection présidentielle de 2007, Nicolas Sarkozy (Union pour un mouvement populaire) arrive en tête en récoltant 23,60 % des voix. Il est suivi par Ségolène Royal (Parti socialiste) avec 22,47 %, François Bayrou (Union pour la démocratie française) avec 18,88 % et Jean-Marie Le Pen (Front national) avec 12,58 %. L'abstention était de 13,54 %. Au second tour, Nicolas Sarkozy arrive une nouvelle fois en tête avec 52,22 % des voix, l'abstention étant alors de 12,38 %.

### Liste des maires
| Période                                  | Période   | Identité          | Étiquette | Qualité |
| ---------------------------------------- | --------- | ----------------- | --------- | ------- |
| Les données manquantes sont à compléter. |           |                   |           |         |
| mars 2001                                | mars 2008 | Pierre-Luc Perrin |           |         |
| mars 2008                                | En cours  | Annick Flacher    |           |         |

### Intercommunalité
En 2001, Saint-Appolinard a adhéré à la communauté de communes du Pilat Rhodanien, qui regroupe en tout 14 communes pour une population estimée à 16 452 habitants en 2016.

## Population et société

### Démographie

#### Évolution démographique
L'évolution du nombre d'habitants est connue à travers les recensements de la population effectués dans la commune depuis 1793. Pour les communes de moins de 10 000 habitants, une enquête de recensement portant sur toute la population est réalisée tous les cinq ans, les populations de référence des années intermédiaires étant quant à elles estimées par interpolation ou extrapolation. Pour la commune, le premier recensement exhaustif entrant dans le cadre du nouveau dispositif a été réalisé en 2005.

En 2022, la commune comptait 705 habitants, en évolution de +5,22 % par rapport à 2016 (Loire : +1,32 %, France hors Mayotte : +2,11 %).
| 1793 | 1800 | 1806 | 1821 | 1831 | 1836 | 1841 | 1846 | 1851 |
| ---- | ---- | ---- | ---- | ---- | ---- | ---- | ---- | ---- |
| 775  | 590  | 704  | 813  | 780  | 731  | 775  | 887  | 929  |

| 1856 | 1861 | 1866 | 1872 | 1876 | 1881 | 1886 | 1891 | 1896 |
| ---- | ---- | ---- | ---- | ---- | ---- | ---- | ---- | ---- |
| 891  | 903  | 902  | 823  | 819  | 822  | 805  | 716  | 714  |

| 1901 | 1906 | 1911 | 1921 | 1926 | 1931 | 1936 | 1946 | 1954 |
| ---- | ---- | ---- | ---- | ---- | ---- | ---- | ---- | ---- |
| 671  | 683  | 615  | 549  | 550  | 558  | 541  | 437  | 426  |

| 1962 | 1968 | 1975 | 1982 | 1990 | 1999 | 2005 | 2006 | 2010 |
| ---- | ---- | ---- | ---- | ---- | ---- | ---- | ---- | ---- |
| 383  | 352  | 338  | 370  | 427  | 526  | 596  | 590  | 609  |

| 2015 | 2020 | 2022 | - | - | - | - | - | - |
| ---- | ---- | ---- | - | - | - | - | - | - |
| 668  | 694  | 705  | - | - | - | - | - | - |

#### Pyramide des âges
La population de la commune est relativement jeune.
En 2018, le taux de personnes d'un âge inférieur à 30 ans s'élève à 32,6 %, soit en dessous de la moyenne départementale (35,0 %). À l'inverse, le taux de personnes d'âge supérieur à 60 ans est de 28,6 % la même année, alors qu'il est de 28,4 % au niveau départemental.
En 2018, la commune comptait 339 hommes pour 344 femmes, soit un taux de 50,37 % de femmes, légèrement inférieur au taux départemental (51,65 %).
Les pyramides des âges de la commune et du département s'établissent comme suit.
| Hommes | Classe d’âge | Femmes |
| ------ | ------------ | ------ |
| 0,0    | 90 ou +      | 0,6    |
| 8,4    | 75-89 ans    | 9,1    |
| 19,5   | 60-74 ans    | 19,4   |
| 23,3   | 45-59 ans    | 20,3   |
| 16,3   | 30-44 ans    | 18,0   |
| 13,4   | 15-29 ans    | 13,4   |
| 19,2   | 0-14 ans     | 19,1   |

| Hommes | Classe d’âge | Femmes |
| ------ | ------------ | ------ |
| 0,8    | 90 ou +      | 2,3    |
| 8      | 75-89 ans    | 11     |
| 17,1   | 60-74 ans    | 18,2   |
| 19,5   | 45-59 ans    | 18,7   |
| 17,5   | 30-44 ans    | 17     |
| 17,9   | 15-29 ans    | 16     |
| 19     | 0-14 ans     | 16,8   |

### Enseignement
La commune dispose d'une école primaire accueillant des classes de CE2, CM1 et CM2 et fonctionnant en regroupement pédagogique avec l'école de Véranne, ainsi que d'une micro-crèche.
Selon l'annuaire des postes de l'enseignement primaire de 1952, l'école du village accueille 11 garçons tandis que les filles vont à l'école privée. Faute d'un nombre d'élèves suffisant, l'établissement scolaire ferme ses portes en 1964 pour ne rouvrir qu'en 1974.

### Climat
Pour des articles plus généraux, voir Climat d'Auvergne-Rhône-Alpes et Climat de la Loire.
En 2010, le climat de la commune est de type climat océanique altéré, selon une étude du Centre national de la recherche scientifique s'appuyant sur une série de données couvrant la période 1971-2000. En 2020, Météo-France publie une typologie des climats de la France métropolitaine dans laquelle la commune est exposée à un climat de montagne ou de marges de montagne et est dans la région climatique Sud-est du Massif Central, caractérisée par une pluviométrie annuelle de 1 000 à 1 500 mm, minimale en été, maximale en automne.
Pour la période 1971-2000, la température annuelle moyenne est de 11,1 °C, avec une amplitude thermique annuelle de 17,3 °C. Le cumul annuel moyen de précipitations est de 852 mm, avec 8,9 jours de précipitations en janvier et 6,2 jours en juillet. Pour la période 1991-2020, la température moyenne annuelle observée sur la station météorologique de Météo-France la plus proche, « Saint-Marcel Annonay », sur la commune de Saint-Marcel-lès-Annonay à 6 km à vol d'oiseau, est de 11,1 °C et le cumul annuel moyen de précipitations est de 826,4 mm,. Pour l'avenir, les paramètres climatiques de la commune estimés pour 2050 selon différents scénarios d'émission de gaz à effet de serre sont consultables sur un site dédié publié par Météo-France en novembre 2022.

## Urbanisme

### Typologie
Au 1er janvier 2024, Saint-Appolinard est catégorisée commune rurale à habitat dispersé, selon la nouvelle grille communale de densité à sept niveaux définie par l'Insee en 2022.
Elle est située hors unité urbaine et hors attraction des villes,.

### Occupation des sols
L'occupation des sols de la commune, telle qu'elle ressort de la base de données européenne d’occupation biophysique des sols Corine Land Cover (CLC), est marquée par l'importance des territoires agricoles (69,6 % en 2018), en diminution par rapport à 1990 (76,1 %). La répartition détaillée en 2018 est la suivante : 
prairies (50,7 %), forêts (24,3 %), zones agricoles hétérogènes (17,2 %), zones urbanisées (6,1 %), cultures permanentes (1,7 %). L'évolution de l’occupation des sols de la commune et de ses infrastructures peut être observée sur les différentes représentations cartographiques du territoire : la carte de Cassini (XVIIIe siècle), la carte d'état-major (1820-1866) et les cartes ou photos aériennes de l'IGN pour la période actuelle (1950 à aujourd'hui).

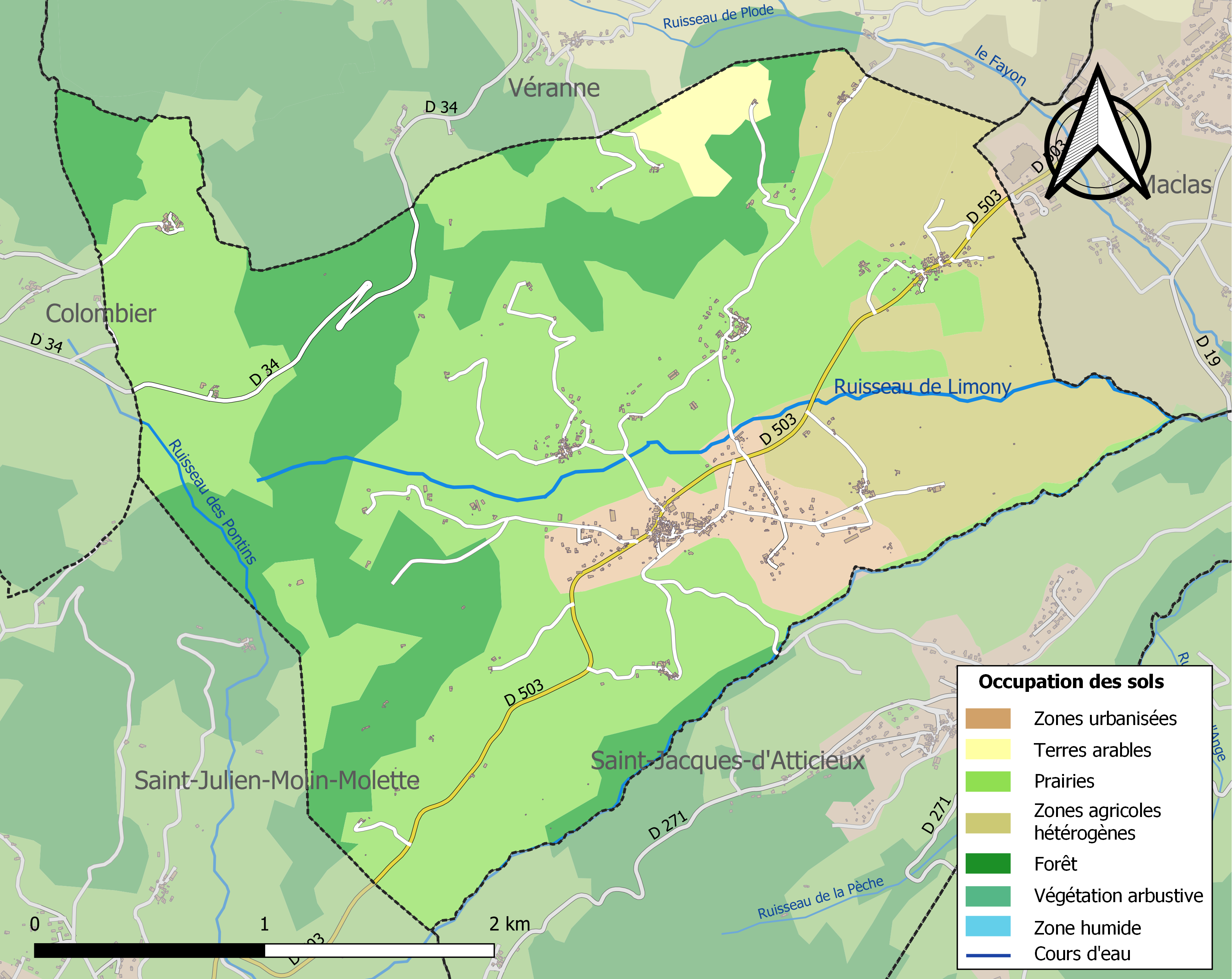
Carte des infrastructures et de l'occupation des sols de la commune en 2018 (CLC).

## Économie

### Revenus de la population et fiscalité
En 2016, le taux d'activité des 15 à 64 ans s'élevait à 76,3 %, supérieur à la moyenne départementale (72,7 %). Le taux de chômage s'élevait à 7,6 %, inférieur aux 10 % de la moyenne départementale à la même époque,.

### Agriculture, entreprises et commerces
En 2015, il y a neuf exploitations agricoles sur la commune. Pour l'année 2017, hors agriculture, on recense 28 entreprises, dont cinq dans le secteur de l'industrie, six dans celui de la construction et sept commerces. Pour le tourisme, le village dispose d'un camping d'une capacité de 30 personnes.
En 2012, un article de la presse départementale souligne les principaux problèmes auxquels fait face l'économie locale :

« Sur le « bon » versant du Pilat, c’est à Saint-Appolinard que la vigne disparaît. L’arboriculture, omniprésente à l’est, s’y raréfie. Le climat quasi méditerranéen qui règne à la belle saison sur Maclas, Chavanay et Malleval y est moins évident. Des agriculteurs sont encore là mais pour combien de temps ? Sur les quatre de Saint-Appolinard, deux sont proches de la retraite. De quoi craindre une accentuation de la déprise agricole même si bien des ha sont à des agriculteurs de communes voisines. »

### Appellations sur le territoire
La commune possède au total dix appellations sur le territoire, :
- AOC - AOP Rigotte de Condrieu ;
- IGP Comtés-rhodaniens ; Collines-rhodaniennes ;
- IGP Méditerranée ; Méditerranée Comté-de-grignan ; Méditerranée Coteaux-de-montélimar ; Méditerranée mousseux ;
- IGP Pintade de l'Ardèche ; Poulet ou Chapon de l'Ardèche ; Volailles du Forez.

## Lieux et monuments

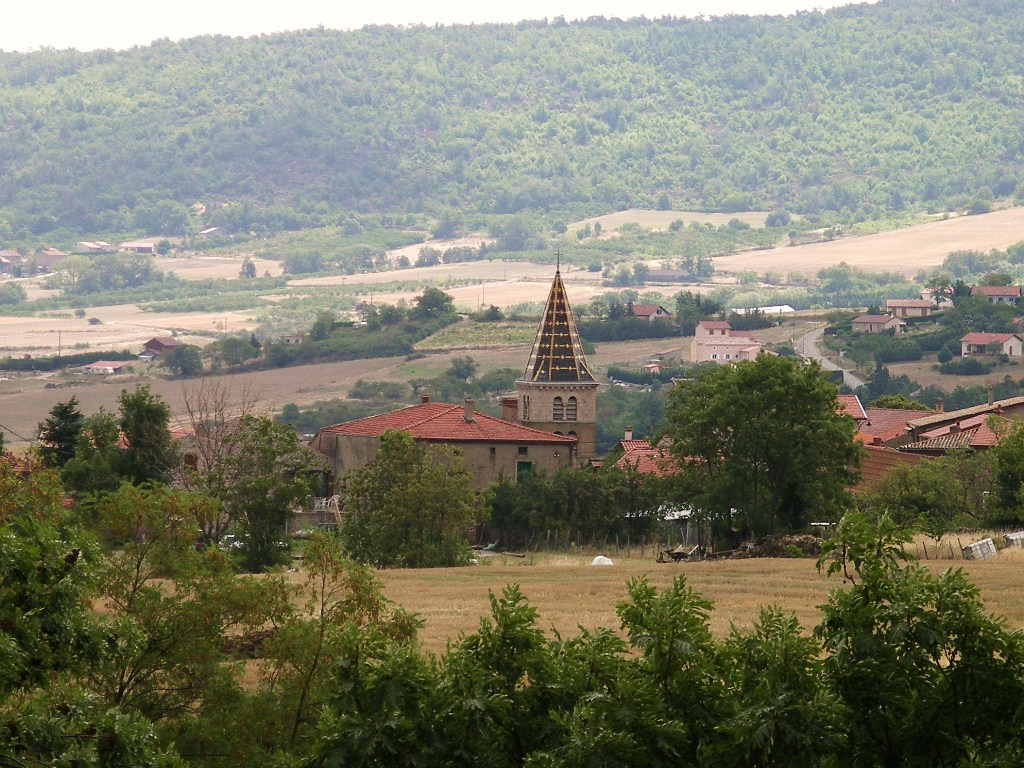
Vue du village en 2006, avec la flèche de l'église en tuiles polychromes.

- Un musée de la radio T.S.F. est créé en 1997 à l'initiative de deux particuliers[47]. Il abrite 350 postes dont le plus ancien date de 1916[44].
- L'église, dédié au culte de Saint Apollinaire, est reconstruite au cours du XIIe siècle dans le style roman[48] et rénovée à la fin du XIXe siècle par l'architecte Meley de Saint-Julien-Molin-Molette[49] ; un tympan et deux nefs latérales sont alors ajoutés tandis que le clocher est surélevé[48]. La principale caractéristique de cette église sont les tuiles polychromes de la flèche, uniques dans la région[4]. Les statues de Saint Apollinaire et de Saint Philibert ainsi que le bénitier sont inscrits au titre des monuments historiques depuis le 2 août 2006[50].
- La croix de Sainte-Blandine, construite en 1898, détruite en 1910 par la chute d'un arbre puis rebâtie, se distingue par son imposant socle en pierre (environ 20 m3)[51].

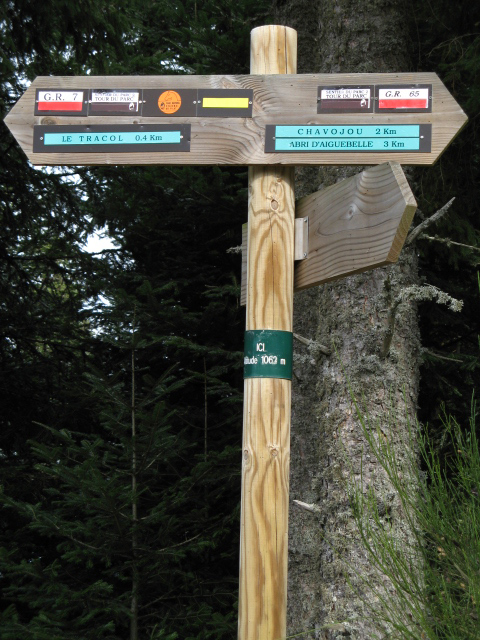
Randonnées dans le massif du Pilat.

.